# Ullmann-reactie
De Ullmann-reactie of Ullmann-koppeling is een koppelingsreactie tussen twee aromatische halogeniden, met gebruik van koper. De reactie is genoemd naar Fritz Ullmann.
De twee halogeniden zijn meestal dezelfde, maar ze kunnen ook verschillen. Een typisch voorbeeld van de Ullmann-reactie is de koppeling van twee moleculen 1-chloor-2-nitrobenzeen tot 2,2'-dinitrobifenyl met behulp van een koper-brons-legering:
Een ander voorbeeld is de vorming van bifenyl uitgaande van joodbenzeen.

## Reactiemechanisme
In de traditionele versie van de Ullmann-reactie moeten de haliden gemengd worden met fijn verdeeld koper of een koperlegering. Er moet minstens een stoechiometrische hoeveelheid koper gebruikt worden, omdat tijdens de reactie vermoedelijk een organokoperverbinding gevormd wordt, die met een arylhalogenide reageert in een nucleofiele aromatische substitutie (maar er zijn ook andere reactiemechanismen voorgesteld):
In de praktijk moet men echter meerdere keren de stoechiometrische hoeveelheid toevoegen omdat men de koperdeeltjes niet fijn genoeg kan maken. Enkel het oppervlak van de metaaldeeltjes neemt deel aan de reactie.
De reactie gaat op bij hoge temperatuur, typisch tussen 180 en 220°C, in de vloeistoffase. Voor de productie van hoogmoleculaire aromatische verbindingen is soms een inert, hoogkokend polair oplosmiddel nodig (bijvoorbeeld dimethylformamide of collidine) om de reagentia op te lossen. Het duurt dan nog vrij lang vooraleer de reactie op gang komt. Om oxidatie van de reagentia te voorkomen wordt de reactie vaak in een inerte atmosfeer uitgevoerd. Voor de Ullmann-reactie zijn chloriden, jodiden of bromiden bruikbaar. Jodiden reageren het best; bij chloriden en bromiden gaat de reactie beter als er een elektronenzuigende groep aanwezig is op de orthopositie ten opzichte van het halogeenatoom. De nitrogroep in het voorbeeld is zo een groep. Met fluoriden gaat de reactie slechts onder zeer strenge omstandigheden door. De opbrengst van de reactie hangt af van de gebruikte reagentia; als dat complexe moleculen zijn met veel substituenten is de opbrengst gewoonlijk laag.

## Toepassing
De Ullmann-koppeling wordt veel gebruikt in de industrie, onder meer bij de synthese van geneesmiddelen, herbiciden of insecticiden die een difenylethergroep bevatten; bijvoorbeeld synthetische pyrethroïden zoals permethrin of cyfluthrin. Bifenylverbindingen worden ook gebruikt voor de productie van vloeibare kristallen. Om deze verbindingen te maken kan men ook andere reacties gebruiken, zoals de Suzuki-reactie en andere palladiumgekatalyseerde koppelingsreacties.